# Rollingwood (Teksas)
Rollingwood je grad u američkoj saveznoj državi Teksas. Prema popisu stanovništva iz 2010. u njemu je živjelo 1.412 stanovnika.